# Comarques de Cantàbria
La Llei 8/1999 de Comarques de la Comunitat Autònoma de Cantàbria del 28 d'abril de 1999 estableix que la comarca és una entitat necessària integrant de l'organització territorial de la comunitat. Amb aquesta llei s'obre el desenvolupament a la comarcalització a Cantàbria fomentant-se la creació d'entitats comarcals.
Així mateix, estableix que la creació de les comarques no exigirà la seva generalització a tot el territori de la comunitat autònoma mentre no s'hagi produït la comarcalització del 70% del territori de la comunitat. D'igual forma dilucida que la ciutat de Santander no es regirà per aquesta llei de comarcalització, havent d'establir la seva pròpia àrea metropolitana.

## Divisió comarcal de Cantàbria
Actualment les comarques a Cantàbria no tenen un caràcter administratiu i no estan del tot definides. Únicament Liébana, per la seva condició geogràfica als Picos de Europa, Trasmiera i Campoo-Los Valles, a la vall del riu Ebre s'estableixen com a comarques clarament definides a la comunitat. No obstant això, es poden establir diferències funcionals al territori, que divideixen la comunitat a manera de comarques:

Mapa de las comarques de Cantàbria.
Asón-Agüera
Besaya
Campoo-Los Valles
Costa Occidental
Costa Oriental
Liébana
Saja-Nansa
Santander
Trasmiera
Valles Pasiegos

- La comarca d'Asón-Agüera: Té un caràcter rural. S'hi troben els cursos alts dels rius Asón i Agüera, molt al límit amb Biscaia. La capital d'aquesta comarca és Ramales de la Victoria.
- La comarca del Besaya: Amb la seva capital a la ciutat de Torrelavega, s'estén al llarg del riu Besaya, el qual funciona com a eix articulador o corredor pel qual circulen les principals vies de comunicació. Posseeix un marcat caràcter industrial.
- La comarca de Campoo-Los Valles: Abasta tota la capçalera de la vall de l'Ebre i té com a capital comarcal el nucli de població de Reinosa. De marcat caràcter rural, si exceptuem els focus industrials de Reinosa i Mataporquera, sofreix en els últims anys un important procés de despoblament i desindustrialització.
- La comarca de la Costa Occidental: Té un caràcter urbà. S'estén des de Santillana del Mar fins al límit amb Astúries.
- La comarca de la Costa Oriental: De tendència urbana i turística, abarcaria des de Colindres fins al límit amb Biscaia, arribant pel sud fins a les muntanyes prelitorals.
- La comarca de Liébana: Enclavada als Picos de Europa, la seva orografia a manera de gran foia entre murallons de pedra calcària han fet d'aquesta la millor definida de Cantàbria. De difícil accés, es tracta d'una comarca rural la capital de la qual se situa a Potes.
- La comarca de Saja-Nansa: S'estén des de la comarca del Besaya fins al límit amb Astúries i des de La Marina fins a les muntanyes de Peña Sagra i la Serralada Cantàbrica. Té un caràcter eminentment rural.
- La comarca de Santander: És de caràcter clarament industrial i urbà, està constituïda pel mateix municipi de Santander (capital de la comarca) i l'arc de la Badia de Santander i al sud fins al municipi de Penagos i la Sierra de la Matanza.
- La comarca de Trasmiera: Abasta des de la badia de Santander fins a la seva localitat més important, Santoña.
- La comarca dels Valles Pasiegos: Engloba els cursos alts dels rius Pas i Miera. Són les valls de Toranzo, Carriedo, Cayón i Pas. Amb un caràcter eminentment rural, la seva població bascula cap a Torrelavega, Santander o Laredo a la recerca de serveis. Esment especial mereix aquesta comarca per les seves històriques característiques intrínseques.